# Беннер Тауншип (округ Сентер, Пенсільванія)
Беннер Тауншип (англ. Benner Township) — селище (англ. township) в США, в окрузі Сентр штату Пенсільванія. Населення — 8964 особи (2020).

## Демографія
Згідно з переписом 2010 року, у селищі мешкало 6188 осіб у 1612 домогосподарствах у складі 1095 родин. Було 1759 помешкань
Расовий склад населення:
| - 78,8 % — білих - 16,2 % — чорних або афроамериканців - 0,4 % — азіатів - 0,1 % — корінних американців - 3,6 % — осіб інших рас |

До двох чи більше рас належало 0,8 %. Частка іспаномовних становила 4,2 % від усіх жителів.
За віковим діапазоном населення розподілялося таким чином: 13,3 % — особи молодші 18 років, 76,8 % — особи у віці 18—64 років, 9,9 % — особи у віці 65 років та старші. Медіана віку мешканця становила 39,8 року. На 100 осіб жіночої статі у селищі припадало 218,8 чоловіків;  на 100 жінок у віці від 18 років та старших — 245,4 чоловіків також старших 18 років.
Середній дохід на одне домашнє господарство  становив 71 487 доларів США (медіана — 55 342), а середній дохід на одну сім'ю — 78 905 доларів (медіана — 62 148). Медіана доходів становила 31 715 доларів для чоловіків та 39 974 долари для жінок. За межею бідності перебувало 8,0 % осіб, у тому числі 10,1 % дітей у віці до 18 років та 7,7 % осіб у віці 65 років та старших.
Цивільне працевлаштоване населення становило 2933 особи. Основні галузі зайнятості: освіта, охорона здоров'я та соціальна допомога — 31,5 %, роздрібна торгівля — 14,5 %, виробництво — 10,1 %, науковці, спеціалісти, менеджери — 8,9 %.